# Meral Hussein-Ece
 (janvier 2021).
Pour les articles homonymes, voir Hussein et Ece.
Meral Hussein Ece, baronne Hussein-Ece, (née le 10 octobre 1955) est membre libéral-démocrate britannique de la Chambre des lords. Elle est la première femme d'origine chypriote turque à être membre de l'une ou l'autre des chambres du Parlement après avoir été nommée pair à vie libéral démocrate le 28 mai 2010. Elle est la porte-parole des libéraux démocrates pour l'égalité de 2015 à 2016, sous la direction du chef Tim Farron.

## Jeunesse
La baronne Hussein-Ece est née à Islington. Ses parents chypriotes turcs, Ayshe Cuma Abdullah (mère) et Hasan Nihat Hussein (père), sont venus au Royaume-Uni de Chypre au début des années 1950 et s'installent à Islington, au nord de Londres. Son arrière-grand-père paternel Abdullah, est un esclave soudanais dans l'Empire ottoman.

## Carrière
Ece étudie l'histoire de l'art et les beaux-arts à l'École d'art, d'architecture et de design Sir John Cass avant d'aller travailler dans le gouvernement local et de suivre une formation de bibliothécaire. Elle travaille par la suite pour l'Unité d'Egalité de Race du Conseil d'Islington, puis en tant que cadre supérieur dans le Service National de Santé, notamment comme directrice générale pour le Conseil de Santé Communautaire de Haringey.
Elle est élue au Conseil de Hackney comme conseillère du Parti travailliste pour le quartier Clissold en 1994, et est chef adjoint en 1995 et 1996 . Elle est la première femme d'origine turque / chypriote élue à une fonction publique au Royaume-Uni.
À la suite d'une scission dans le groupe travailliste de Hackney, en 1997, Ece rejoint les libéraux démocrates; elle est réélue au Conseil de l'arrondissement de Hackney dans le quartier de Dalston en 1998. Elle joue un rôle déterminant dans la création du tout premier groupe de femmes turques et dans l'établissement d'un projet de violence domestique pour les femmes turques et kurdes.
Aux élections du gouvernement local de 2002, elle est élue conseillère libérale démocrate du quartier Mildmay du conseil d'Islington. Elle est membre du Cabinet pour la santé et les soins sociaux de 2002 à 2006, en tant que présidente du Islington Health Partnership Board et membre du Islington Primary Care Trust Board. Elle est également directrice non exécutive de Camden and Islington Mental Health and Social Care Trust. Après avoir été réélue en 2006, Ece est présidente du comité de synthèse et d'examen de 2007 à 2009. En novembre 2009, Ece est nommée commissaire à la Commission pour l'égalité et les droits de l'homme. En mai 2008, elle est nommée par le ministre des Égalités, Harriet Harman pour siéger au groupe de travail du gouvernement pour augmenter le nombre de conseillères de minorité ethnique au Royaume-Uni.
Ece reçoit l'OBE dans les honneurs du Nouvel An de 2009, pour des services au gouvernement local. Elle est présidente des libéraux démocrates ethniques minoritaires (2007–10) et membre du comité exécutif fédéral des démocrates libéraux 2005–10, et conseille Nick Clegg, leader des libéraux démocrates sur la cohésion communautaire et les communautés ethniques minoritaires.
Elle est créée pair à vie le 25 juin 2010 en prenant le titre de baronne Hussein-Ece, de Highbury dans le quartier londonien d'Islington. Elle prononce son premier discours à la Chambre des lords le 15 juillet 2010 lors d'un débat sur la justice pénale. En novembre 2012, elle reçoit un doctorat honorifique (DLitt) de l'Université de Coventry, pour son travail en faveur de l'égalité des minorités ethniques au Royaume-Uni et de sa contribution à la paix à Chypre.
En 2015, elle rejoint l'équipe de porte-parole de Tim Farron comme porte-parole libéral démocrate pour l'égalité.